# Andrena tenuiformis
Andrena tenuiformis är en biart som beskrevs av Pittioni 1950. Andrena tenuiformis ingår i släktet sandbin, och familjen grävbin. Inga underarter finns listade i Catalogue of Life.